# Акафіст
Ака́фіст, або Акатист — при богослужінні в церквах хвальна відправа з читанням і співами на честь Христа, Богородиці та певних святих. Під час акафіста вимагалось обов'язково стояти, звідси й назва акафіст від грец. α — не, καθίζω — сідаю.
Акафісти складаються з 25 пісень: 13 кондаків і 12 ікосів («кондак» — коротка хвалебна пісня. Ікоси закінчуються вигуком «Радуйся», а кондаки — «Алилуя». Акафіст побудований на Святому Письмі, перлинах віри і історичних подіях поетичними засобами, особистими переживаннями автора і тих, хто з вірою і любов'ю співають цей гімн радості, подяки і прослави. Акафісти служать не тільки в церкві, але і вдома — як особисту молитву.

## Історія
Акафіст до Пресвятої Богородиці є найдавнішим, його було укладено у V—VII століттях, всі інші акафісти написані за його взірцем.
Візантійські взірці жанру вимагають написання акафістів почасти ритмізованою прозою, почасти римованою поезією. Однак на Русі-Україні стали поширеними тільки прозові акафісти, як перекладні, так і оригінальні. Траплялися спроби лише часткового римування так званими бідними римами.
Останніми роками з'явилися спроби відновити візантійську традицію: повністю римований «Акафіст Богородиці Холмській» уміщено в книзі Віктора Гребенюка (Брата Віктора) «Діяння небожителів», його ж «Акафіст Пресвятій Богородиці» перед Її образом «Нерушима Стіна», прот. Леонтія Тоцького «Акафіст хрестові Господньому», Олесі Тоцької «Акафіст Пресвятій Тройці». Усі ці твори побачили світ у видавничому відділі «Ключі» Волинської єпархії УПЦ КП.